# خط عرض 62° جنوب
خط عرض 62° جنوب هي إحدى دوائر العرض الجغرافية، وهي دوائر وهمية تحيط بالكرة الأرضية، وموازية لخط الاستواء، وتتميز هذه الدائرة بأن الأراضي الواقعة عليها تنتمي للمنطقة القطبية.

## حول العالم
خط عرض 62° جنوب يبدأ من خط الزوال الأولي ويتجه شرقا ويمر عبر:
| الإحداثيات                         | البلد أو الإقليم أو البحر | ملاحظات                                                                                            |
| ---------------------------------- | ------------------------- | -------------------------------------------------------------------------------------------------- |
| 62°0′S 0°0′E / 62.000°S 0.000°E    | المحيط الجنوبي            | جنوبي المحيط الأطلسي جنوبي المحيط الهندي جنوبي المحيط الهادئ جنوبي المحيط الأطلسي                  |
| 62°0′S 58°36′W / 62.000°S 58.600°W | القارة القطبية الجنوبية   | جزيرة الملك جورج, المطالب الإقليمية بالقارة القطبية الجنوبية by الأرجنتين, تشيلي و المملكة المتحدة |
| 62°0′S 57°39′W / 62.000°S 57.650°W | المحيط الجنوبي            | جنوبي المحيط الأطلسي                                                                               |